# Kanton Hiersac
Der Kanton Hiersac war bis 2015 ein französischer Wahlkreis im Département Charente und in der damaligen Region Poitou-Charentes. Er umfasste 13 Gemeinden im Arrondissement Angoulême; sein Hauptort (frz.: chef-lieu) war Hiersac. Die landesweiten Änderungen in der Zusammensetzung der Kantone brachten im März 2015 seine Auflösung. Vertreter im conseil général des Départements war zuletzt für die Jahre 1998–2015 Didier Louis.

## Gemeinden
| Gemeinde              | Einwohner Jahr | Fläche km² | Bevölkerungsdichte | Postleitzahl | Code INSEE |
| --------------------- | -------------- | ---------- | ------------------ | ------------ | ---------- |
| Asnières-sur-Nouère   | 1205 (2013)    | –          | – Einw./km²        | 16290        | 16019      |
| Champmillon           | 533 (2013)     | –          | – Einw./km²        | 16290        | 16077      |
| Douzat                | 459 (2013)     | –          | – Einw./km²        | 16290        | 16121      |
| Échallat              | 498 (2013)     | –          | – Einw./km²        | 16170        | 16123      |
| Hiersac               | 1033 (2013)    | –          | – Einw./km²        | 16290        | 16163      |
| Linars                | 2080 (2013)    | –          | – Einw./km²        | 16730        | 16187      |
| Moulidars             | 745 (2013)     | –          | – Einw./km²        | 16290        | 16234      |
| Saint-Amant-de-Nouère | 422 (2013)     | –          | – Einw./km²        | 16170        | 16298      |
| Saint-Genis-d’Hiersac | 902 (2013)     | –          | – Einw./km²        | 16570        | 16320      |
| Saint-Saturnin        | 1300 (2013)    | –          | – Einw./km²        | 16290        | 16348      |
| Sireuil               | 1168 (2013)    | –          | – Einw./km²        | 16440        | 16370      |
| Trois-Palis           | 900 (2013)     | –          | – Einw./km²        | 16730        | 16388      |
| Vindelle              | 1019 (2013)    | –          | – Einw./km²        | 16430        | 16415      |